# Maxdome
Maxdome (eigene Schreibweise: maxdome) ist ein Video-on-Demand-Portal der videociety GmbH, einem Tochterunternehmen der Splendid Medien.
Aktuell betreibt maxdome ausschließlich den Pay-per-View-Dienst maxdome Store, bei dem Filme und Serien einzeln zum Leihen oder Kaufen bereitstehen (Transactional Video-on-Demand, TVoD). Das Angebot umfasst nach eigenen Angaben über 40.000 Filme, Serienfolgen, Dokumentationen und Kindersendungen und zählt damit zu den größten Online-Videotheken Deutschlands.
Zum 1. Oktober 2021 wurde die Marke maxdome sowie das VoD-Angebot von der ProSiebenSat.1 Media SE an die videociety GmbH übertragen. Seither wird maxdome unabhängig vom ehemaligen Mutterkonzern betrieben.
Zuvor umfasste das Angebot sowohl den maxdome Store als auch ein Subscription-VoD-Modell (SVoD), bei dem Inhalte im Rahmen eines monatlichen Abonnements abgerufen werden konnten. Dieses Abonnement-Modell wurde am 2. September 2020 in Deutschland und am 21. September 2020 in Österreich eingestellt. Alle Abonnements in Deutschland sind automatisch in das Joyn Plus+ Abonnement übergegangen. In Österreich dagegen wurden alle Abonnements zu diesem Datum automatisch beendet.

## Entstehung
Ursprünglich wurde maxdome von der Kirch-Gruppe (Kirch New Media) als Streamingportal für die Übertragung von Live-Fußballspielen konzipiert, später aber von der SevenOne Intermedia, einem Tochterunternehmen der ProSiebenSat.1-Gruppe in Zusammenarbeit mit einem Entwicklerteam von GMX, einem Tochterunternehmen der United Internet AG, zu einem Video-on-Demand-Portal umgebaut. Die Plattform wurde in einer ersten Vorversion auf der Cebit im März 2006 der Öffentlichkeit vorgestellt. Der offizielle Start war am 27. Juli 2006 im Rahmen einer Pressekonferenz zu The Big Picture in Düsseldorf. Mit Wirkung vom 1. Januar 2011 erwarb die ProSiebenSat.1 Group alle Anteile an maxdome und der Unternehmensstandort wurde von Karlsruhe nach München zurückverlagert. Im August 2013 wurde die maxdome GmbH ein direktes Tochterunternehmen der ProSiebenSat.1 Group. Seitdem war die maxdome GmbH für den Vertrieb der Online-Videothek maxdome zuständig sowie für die Videoplattform MyVideo. Zum zehnjährigen Firmenjubiläum 2016 überarbeitete maxdome sein Angebot und führte eine Redaktion ein, die seitdem gezielt Film- und Serienempfehlungen aussprach.

## Geschäftsmodell

### Der maxdome-Store
Am 1. Oktober 2021 wurden der maxdome Store sowie die Marke maxdome vollständig von der ProSiebenSat.1 Media SE an die videociety GmbH, eine Tochter der Splendid Medien AG, übertragen. Seitdem betreibt die videociety GmbH den maxdome Store als reinen transaktionalen Video-on-Demand-Dienst (TVoD). Ein Abonnement-Modell wird nicht mehr angeboten; Inhalte sind ausschließlich zum Einzelkauf oder zur Leihe verfügbar. Damit entfiel auch der Zugang zu ehemaligen SVoD-Inhalten, wie sie zuvor über das maxdome Monatspaket abrufbar waren.
Kunden in Deutschland und Österreich können über maxdome auf Abruf – also ohne Abo – schon kurz nach dem Kinostart auf aktuelle Blockbuster zugreifen. Außerdem bietet maxdome eines der größten Filmklassiker-Archive sowie ein vielfältiges Serienangebot. Aktuell stehen 14.000 Filme sowie 27.000 Serienepisoden zum Leihen und Kaufen zur Verfügung.
Der Zugriff ist über eine Vielzahl von Geräten möglich – SmartTV über die maxdome-App, Smartphone und Tablet über iOS und Android-Betriebssysteme, Amazon FireTV, AndroidTV sowie die Webseite. Für die Wiedergabe über MacOS, Windows oder Linux empfehlen wir dabei einen der folgenden Browser: Mozilla Firefox, Google Chrome, Opera.
Kundinnen und Kunden gehen keinerlei Abonnementverpflichtung ein und zahlen nur für das, was sie sehen möchten.

### Das maxdome-Monatspaket (bis 2020)
Innerhalb des Pakets konnten alle enthaltenen Filme und Serien beliebig oft wiedergegeben werden. Nach Ablauf des kostenfreien Testmonats, der eine 14-tägige Kündigungsfrist hat, beliefen sich die monatlichen Kosten auf 7,99 Euro. Maxdome bezeichnete sich zudem als erste Online-Videothek, die auf eine umfassende Kuratierung von Inhalten und auf die Vernetzung von automatisierten Mechanismen mit redaktionellen Empfehlungen setzte. Das maxdome-Paket wurde am 2. September 2020 eingestellt. Filme und Serien können nicht mehr abgespielt werden und alle Abonnements sind automatisch in Joyn PLUS+ übergegangen.

## Inhalte
Maxdome pflegt mehr als 100 Content-Partnerschaften mit den großen US-Studios wie Disney, Warner, Paramount, Universal, und Sony, aber auch mit vielen lokalen TV Sendern, Produzenten und Filmvertrieben. Das Gesamtangebot umfasst Inhalte verschiedener Genres wie Hollywood-Blockbuster, Spielfilme, internationale Serienhits, Dokumentationen, Kinderprogramme und lokale Inhalte.
Ab Januar 2017 stand maxdome-Kunden die erste Eigenproduktion des Video-on-Demand-Anbieters zum Abruf zur Verfügung. Dabei handelt es sich um die zehnteilige Comedy-Serie „jerks.“, die im September 2016 in Potsdam gedreht wurde. Christian Ulmen stand neben Fahri Yardim als Schauspieler vor der Kamera und gab auch sein Regiedebüt. Die Serie „jerks.“ wird mittlerweile als ein Joyn Original vermarktet.

## Verfügbarkeit
Die Angebote des Video-on-Demand-Portals werden via Online-Streaming zur Verfügung gestellt.
Der Zugriff ist über eine Vielzahl von Geräten möglich: über Apps auf SmartTVs, iOS und Android Smartphone und Tablet Apps, Amazon FireTV, AndroidTV sowie die Webseiten maxdome.de und maxdome.at.

## Frühere Kooperationen
Maxdome war fester Bestandteil verschiedener Mobilfunkanbieter sowie der Deutschen Bahn durch direkte Integration in deren TV- und Medienplattformen:
- Deutsche Bahn: Maxdome onboard war seit Frühjahr 2017 über das Bord-WLAN in ICE-Zügen der Deutschen Bahn verfügbar. Den Reisenden steht kostenfrei ein wechselndes Angebot von 50 Filmen und Serien aus dem Katalog des Anbieters zur Verfügung. Die Inhalte werden dabei auf einem lokalen Server im Zug bereitgehalten, sodass diese unabhängig von der Internetverbindung zur Verfügung stehen. Maxdome onboard ist in Joyn SELECTION übergegangen.
- mobilcom-debitel: Hier konnte maxdome von Vertragskunden hinzugebucht werden, wobei die Bezahlung über die Mobilfunkrechnung erfolgte.[13]
- Pyur: Bei Pÿur konnte maxdome entweder als Zubuchoption zu den HDTV oder Surf & Phone + HDTV Paketen gebucht werden.[14] Das bei Pÿur bezogene maxdome-Paket konnte ausschließlich über die advanceTV Box oder die advanceTV-App für iOS und Android genutzt werden.
- Unitymedia: Von 2015 bis 2021 integrierte der Kabelanbieter die Online-Videothek maxdome in seine Plattformen Horizon und Horizon Go.[15]
- Vodafone: maxdome konnte in verschiedenen Tarifen des Kabelanbieters hinzugebucht werden und war fester Bestandteil der GigaTV-Tariflinie.[16]